# VxWorks
VxWorks és un sistema operatiu en temps real (o RTOS) desenvolupat com a programari propietari per Wind River Systems, una filial d'Aptiv. Llançat per primera vegada el 1987, VxWorks està dissenyat per al seu ús en sistemes encastats que requereixen un rendiment determinista en temps real i, en molts casos, una certificació de seguretat per a indústries com ara l'aeroespacial, la defensa, els dispositius mèdics, els equips industrials, la robòtica, l'energia, el transport, etc. infraestructura de xarxa, automoció i electrònica de consum.
VxWorks admet arquitectura AMD/Intel, arquitectura POWER, arquitectures ARM i RISC-V. El RTOS es pot utilitzar en dissenys de multiprocessament asimètric multinucli (AMP), multiprocessament simètric (SMP) i modes mixts i multi-OS (mitjançant hipervisor tipus 1) en processadors de 32 i 64 bits.
VxWorks inclou el nucli, el programari intermedi, els paquets de suport de la placa, la suite de desenvolupament de Wind River Workbench i les tecnologies complementàries de maquinari i programari de tercers. En el seu darrer llançament, VxWorks 7, el RTOS s'ha redissenyat per a la modularitat i l'actualització, de manera que el nucli del sistema operatiu està separat del programari intermedi, les aplicacions i altres paquets. L'escalabilitat, la seguretat, la seguretat, la connectivitat i els gràfics s'han millorat per atendre les necessitats d'Internet de les coses (IoT).
Una llista d'algunes de les característiques del sistema operatiu són:
- Nucli multitasca amb programació preventiva i round-robin i resposta ràpida a interrupcions.
- Sistema operatiu natiu de 64 bits (només admet una arquitectura de 64 bits: x86-64). Model de dades: LP64.
- Aplicacions en mode d'usuari ("Processos en temps real" o RTP) aïllades d'altres aplicacions en mode d'usuari, així com del nucli mitjançant mecanismes de protecció de memòria.
- Suport multiprocessament SMP, AMP i mode mixt.
- Marc de gestió d'errors.
- Bluetooth, USB, protocols CAN, Firewire IEEE 1394, BLE, L2CAP, pila Continua, perfil de dispositiu sanitari.
- Semàfors binaris, de recompte i d'exclusió mútua amb herència prioritària.
- Cues de missatges locals i distribuïdes.
- Conformitat certificada POSIX PSE52 en entorn d'execució en mode usuari.
- Sistemes de fitxers: sistema de fitxers d'alta fiabilitat (HRFS), sistema de fitxers basat en FAT (DOSFS), sistema de fitxers de xarxa (NFS) i TFFS.
- Pila de xarxa IPv6 de mode dual amb certificació IPv6 Ready Logo.
- Protecció de memòria que inclou processos en temps real (RTP), detecció d'errors i informes i IPC.
- Missatgeria multi-OS mitjançant TIPC i Wind River multi-OS IPC.
- Depuració simbòlica.

VxWorks s'ha portat a diverses plataformes i ara s'executa en pràcticament qualsevol CPU moderna que s'utilitzi al mercat incrustat. Això inclou la família Intel x86 (incloent el SoC Intel Quark), MIPS, PowerPC (i BAE RAD), Freescale ColdFire, Intel i960, SPARC, Fujitsu FR-V, SH-4 i la família estretament relacionada d'ARM, CPU StrongARM i xScale. VxWorks proporciona una interfície de paquet de suport de placa estàndard (BSP) entre tot el seu maquinari compatible i el sistema operatiu. El kit de desenvolupador BSP de Wind River proporciona una interfície de programació d'aplicacions (API) comuna i un entorn estable per al desenvolupament del sistema operatiu en temps real. VxWorks és compatible amb biblioteques SSL/TLS populars com wolfSSL.